# زایزدرا
زایزدرا (به لهستانی:  Zajzdra) یک روستا در لهستان است که در گمینا کوژنگتسا واقع شده‌است.